# Polynoncus neuquen
Polynoncus neuquen är en skalbaggsart som beskrevs av Patricia Vaurie 1962. Polynoncus neuquen ingår i släktet Polynoncus och familjen knotbaggar. Inga underarter finns listade i Catalogue of Life.